# 伊波伴准
伊波 伴准（いは ともちか、1973年10月22日 - ）は、岩手朝日テレビ (IAT) の元アナウンサー。

## 来歴
沖縄県中頭郡西原町出身。沖縄尚学高等学校、國學院大學卒業。
大学を卒業後、1996年10月の開局を控えていた岩手朝日テレビに6月1日付で入社。同期に元同局アナウンサーの西村正行、山田美保、土岐聡子、高橋香有がいる。
2006年9月、開局から10年間キャスターを務めてきた夕方のニュースワイドを卒業。ニュースデスクとなり、以後は取材とニュースの取りまとめが業務の中心となる。ただし、アナウンス業務もナレーションを主体にして続けていた。
その後は報道制作部長、報道制作部アナウンス部長を歴任。また、自社制作番組のプロデューサーを務めることもある。

## 担当番組
- IATきらめきワイド - キャスター
- IATスーパーJチャンネル - キャスター（1997年3月 - 2006年9月）
- 夏の高校野球岩手大会実況中継 - 実況・リポート担当（1997年夏 - ）
- IATスーパーJチャンネル金曜スーク。 - 代理司会 → 司会（2007年9月 - 2008年9月）
- 金曜deないト！ - ナレーター[6]
- いいコト! 見たい! 知りたい! 出かけたい! - ナレーター[6]